# 5 октомври
5 октомври е 278-ият ден в годината според григорианския календар (279-и през високосна). Остават 87 дни до края на годината.

## Събития
- 610 г. – Състои се коронацията на византийския император Ираклий.
- 869 г. – В Константинопол е открит Всехристиянски църковен събор, който продължава до 28 февруари 870 г.
- 1502 г. – Христофор Колумб открива Коста Рика.
- 1582 г. – Поради въвеждането на Григорианския календар този ден от тази година не съществува в Италия, Полша, Португалия и Испания.
- 1793 г. – Конвентът във Франция въвежда Френския революционен календар.
- 1823 г. – В Англия започва издаването първото медицинско списание The Lancet.
- 1858 г. – Иларион Макариополски е ръкоположен за епископ без епархия.
- 1864 г. – Тропически циклон разрушава почти напълно индийския град Калкута, загиват над 60 хил. души.
- 1878 г. – Избухва Кресненско-Разложкото въстание.
- 1879 г. – Генерал-губернаторът на Източна Румелия княз Александър Богориди прави първа копка за възстановяването на Стара Загора.
- 1910 г. – Португалия отхвърля монархията и се обявява за република.
- 1912 г. – Балканската война: Балканският съюз (България, Сърбия, Гърция и Черна гора) обявява война на Османската империя, като отговор на навлизането на турски войски в Черна гора в края на септември. (стар стил)
- 1921 г. – В Лондон е основан Международният ПЕН клуб.
- 1930 г. – В Атина започва Първата балканска конференция за сътрудничество.
- 1930 г. – Британският дирижабъл R101 катастрофира във Франция по пътя си към Индия и убива 48 пътници.
- 1931 г. – Американците Клайд Пенкбърн и Хю Хърндън извършват първия полет над Тихия океан, прелитайки 8000 км от Япония до Америка за 41 часа и 31 минути.
- 1944 г. – България във Втората световна война: В Крайова е сключено споразумение между България и представители на съпротивата от окупирана Югославия за участие на български войски във военни действия срещу Германия на югославска територия.
- 1962 г. – Във Великобритания Бийтълс издават първия си сингъл Love Me Do.
- 1962 г. – Състои се премиерата на Доктор Но – първият филм от шпионската поредица за британския таен агент Джеймс Бонд.
- 1970 г. – Ануар Садат е избран за президент на Египет.
- 1983 г. – Състои се премиерата на българския игрален филм Йо-хо-хо.
- 1983 г. – Полският дисидент Лех Валенса е удостоен с Нобелова награда за мир.
- 1985 г. – В София е открита Национална галерия за чуждестранно изкуство.
- 2000 г. – Масови демонстрации в Белград и другите големи градове довеждат до оставката на сръбския ръководител Слободан Милошевич, който отказва да признае поражението си от Воислав Кощуница на президентските избори.
- 2007 г. – Сергей Станишев открива новопостроения участък от Автомагистрала Тракия между Чирпан и Стара Загора.
- 2019 г. – Слави Трифонов учредява партията си „Няма такава държава“.

## Родени
- 1609 г. – Паул Флеминг, германски поет († 1640 г.)
- 1713 г. – Дени Дидро,  френски философ и енциклопедист († 1784 г.)
- 1717 г. – Мари-Ан дьо Шатору, френска благородничка († 1744 г.)
- 1781 г. – Бернард Болцано, чешки математик († 1848 г.)
- 1829 г. – Честър Артър, 21-ви президент на САЩ († 1886 г.)
- 1853 г. – Константин Стоилов, министър-председател на България († 1901 г.)
- 1858 г. – Хайнрих фон Батенберг, германски принц († 1896 г.)
- 1860 г. – Герасим Струмишки, български митрополит († 1918 г.)
- 1864 г. – Луи Люмиер, френски изобретател († 1948 г.)
- 1878 г. – Герасим Михайлов, български комунистически деец († 1925 г.)
- 1882 г. – Робърт Годард, американски изобретател († 1945 г.)
- 1887 г. – Рене Касен, френски дипломат, Нобелов лауреат († 1976 г.)
- 1900 г. – Стефан Мокрев, български писател, дипломат († 1982 г.)
- 1902 г. – Рей Крок, основател на веригата „Макдоналдс“ († 1984 г.)
- 1920 г. – Мелитон Кантария, съветски военен († 1993 г.)
- 1922 г. – Румен Цанев, български биохимик – академик († 2007 г.)
- 1922 г. – Хосе Фройлан Гонзалез, аржентински пилот от Формула 1 († 2013 г.)
- 1926 г. – Илия Джаджев, поет от Социалистическа Република Македония († 1991 г.)
- 1930 г. – Райнхард Зелтен, германски икономист, Нобелов лауреат през 1994 г. († 2016 г.)
- 1930 г. – Юрий Яковлев, български драматичен актьор († 2002 г.)
- 1930 г. – Павел Попович, съветски космонавт († 2009 г.)
- 1935 г. – Освалд Винер, австрийски писател († 2021 г.)
- 1936 г. – Вацлав Хавел, първи президент на Чехия († 2011 г.)
- 1947 г. – Брайън Джонсън, британски музикант
- 1950 г. – Джеф Конауей, американски актьор († 2011 г.)
- 1952 г. – Емомали Рахмон, президент на Таджикистан
- 1952 г. – Клайв Баркър, британски писател
- 1956 г. – Йордан Цонев, български политик
- 1957 г. – Георги Велинов, български футболист
- 1958 г. – Брент Джет, американски астронавт
- 1960 г. – Даниъл Болдуин, американски актьор
- 1975 г. – Кейт Уинслет, британска актриса
- 1976 г. – Рамзан Кадиров, чеченски президент
- 1978 г. – Джеймс Валънтайн, американски музикант
- 1983 г. – Ники Хилтън, една от наследниците на семейство Хилтън, актриса и фотомодел
- 1986 г. – Валери Домовчийски, български футболист
- 1987 г. – Александра Жекова, българска сноубордистка

## Починали
- 1285 г. – Филип III, крал на Франция (* 1245 г.)
- 1743 г. – Хенри Кери, английски композитор (* 1687 г.)
- 1763 г. – Август III, крал на Полша (* 1696 г.)
- 1791 г. – Григорий Потьомкин, руски княз (* 1739 г.)
- 1849 г. – Агапий Врачански, православен духовник (* 1790 г.)
- 1864 г. – Имре Мадач, унгарски писател (* 1823 г.)
- 1880 г. – Жак Офенбах, френски композитор (* 1819 г.)
- 1911 г. – Орчо войвода, български революционер (* 1829 г.)
- 1918 г. – Ролан Гарос, френски пилот (* 1888 г.)
- 1926 г. – Беньо Цонев, български езиковед (* 1863 г.)
- 1926 г. – Мари Ясаи, унгарска артистка (* 1850 г.)
- 1927 г. – Сам Уорнър, американски продуцент (* 1887 г.)
- 1933 г. – Николай Юденич, руски военачалник (* 1862 г.)
- 1934 г. – Жан Виго, френски режисьор (* 1905 г.)
- 1938 г. – Георги Стрезов, български учен († 1864 г.)
- 1938 г. – Фаустина Ковалска, полска монахиня (* 1905 г.)
- 1940 г. – Павел, старозагорски митрополит (* 1882 г.)
- 1954 г. – Флор Алпертс, белгийски композитор (* 1876 г.)
- 1955 г. – Елена Рьорих, руски философ (* 1879 г.)
- 1972 г. – Иван Ефремов, руски писател (* 1907 г.)
- 2004 г. – Морис Уилкинс, английски биофизик, Нобелов лауреат (* 1916 г.)
- 2007 г. – Валтер Кемповски, немски писател (* 1929 г.)
- 2009 г. – Иван Славов, български драматург (* 1951 г.)
- 2011 г. – Стив Джобс, американски предприемач и изобретател (* 1955 г.)
- 2018 г. – Михаил Букурещлиев, български фолклорист, музикант и композитор (* 1930 г.)

## Празници
- ЮНЕСКО – Международен ден на учителя (от 1994 г.)
- България - Официален празник на град Стара Загора
- Вануату – Ден на конституцията
- Португалия – Ден на републиката (чества се отхвърлянето на монархията през 1910 г.)
- Русия, Пакистан, Филипини – Национален ден на учителя